# Augustine Simo
Augustine Simo (Bangangté, 18 settembre 1978) è un allenatore di calcio ed ex calciatore camerunese, di ruolo centrocampista.

## Carriera

### Club
Muove i primi passi nel mondo del calcio in Camerun.
Nel 1995 viene acquistato dal Torino.
Nel 1996 va a giocare in Svizzera nelle file del Lugano.
Nel 1997 tenta l'avventura francese con la maglia del Association Sportive de Saint-Étienne Loire.
Nel 1998 torna in Svizzera nelle file dello Xamax, dove rimane fino al 2003, quando si trasferisce allo Zurigo. Successivamente ha giocato con Aarau, Urania Ginevra e Hapoel Petah Tiqwa.

### Nazionale
Con la nazionale del Camerun ha partecipato al Campionato mondiale di calcio 1998 in Francia scendendo in campo una volta nella partita d'esordio contro l'Austria.

## Statistiche

### Cronologia presenze e reti in nazionale
| Cronologia completa delle presenze e delle reti in nazionale ― Camerun | Cronologia completa delle presenze e delle reti in nazionale ― Camerun | Cronologia completa delle presenze e delle reti in nazionale ― Camerun | Cronologia completa delle presenze e delle reti in nazionale ― Camerun | Cronologia completa delle presenze e delle reti in nazionale ― Camerun | Cronologia completa delle presenze e delle reti in nazionale ― Camerun | Cronologia completa delle presenze e delle reti in nazionale ― Camerun | Cronologia completa delle presenze e delle reti in nazionale ― Camerun |
| Data                                                                   | Città                                                                  | In casa                                                                | Risultato                                                              | Ospiti                                                                 | Competizione                                                           | Reti                                                                   | Note                                                                   |
| ---------------------------------------------------------------------- | ---------------------------------------------------------------------- | ---------------------------------------------------------------------- | ---------------------------------------------------------------------- | ---------------------------------------------------------------------- | ---------------------------------------------------------------------- | ---------------------------------------------------------------------- | ---------------------------------------------------------------------- |
| 16-7-1995                                                              | Blantyre                                                               | Malawi                                                                 | 1 – 3                                                                  | Camerun                                                                | Qual. Coppa d'Africa 1996                                              | -                                                                      | Uscita                                                                 |
| 30-7-1995                                                              | Yaoundé                                                                | Camerun                                                                | 1 – 0                                                                  | Zimbabwe                                                               | Qual. Coppa d'Africa 1996                                              | 1                                                                      | Uscita                                                                 |
| 13-1-1996                                                              | Johannesburg                                                           | Sudafrica                                                              | 3 – 0                                                                  | Camerun                                                                | Coppa d'Africa 1996 - 1º turno                                         | -                                                                      | 54’                                                                    |
| 18-1-1996                                                              | Johannesburg                                                           | Camerun                                                                | 2 – 1                                                                  | Egitto                                                                 | Coppa d'Africa 1996 - 1º turno                                         | -                                                                      |                                                                        |
| 24-1-1996                                                              | Durban                                                                 | Angola                                                                 | 3 – 3                                                                  | Camerun                                                                | Coppa d'Africa 1996 - 1º turno                                         | -                                                                      |                                                                        |
| 6-10-1996                                                              | Libreville                                                             | Gabon                                                                  | 0 – 0                                                                  | Camerun                                                                | Qual. Coppa d'Africa 1998                                              | -                                                                      | Ingresso                                                               |
| 10-11-1996                                                             | Lomé                                                                   | Togo                                                                   | 2 – 4                                                                  | Camerun                                                                | Qual. Mondiali 1998                                                    | -                                                                      | 71’ 88’                                                                |
| 13-11-1996                                                             | Curitiba                                                               | Brasile                                                                | 2 – 0                                                                  | Camerun                                                                | Amichevole                                                             | -                                                                      | 58’                                                                    |
| 22-6-1997                                                              | Yaoundé                                                                | Camerun                                                                | 2 – 2                                                                  | Gabon                                                                  | Qual. Coppa d'Africa 1998                                              | -                                                                      | Ingresso                                                               |
| 22-12-1997                                                             | Il Cairo                                                               | Egitto                                                                 | 2 – 0                                                                  | Camerun                                                                | Amichevole                                                             | -                                                                      |                                                                        |
| 24-12-1997                                                             | Il Cairo                                                               | Togo                                                                   | 3 – 1                                                                  | Camerun                                                                | Amichevole                                                             | 2                                                                      |                                                                        |
| 28-1-1998                                                              | Garoua                                                                 | Camerun                                                                | 1 – 0                                                                  | Angola                                                                 | Amichevole                                                             | -                                                                      | Uscita                                                                 |
| 27-5-1998                                                              | Arnhem                                                                 | Paesi Bassi                                                            | 0 – 0                                                                  | Camerun                                                                | Amichevole                                                             | -                                                                      |                                                                        |
| 5-6-1998                                                               | Copenaghen                                                             | Danimarca                                                              | 1 – 2                                                                  | Camerun                                                                | Amichevole                                                             | -                                                                      |                                                                        |
| 11-6-1998                                                              | Tolosa                                                                 | Camerun                                                                | 1 – 1                                                                  | Austria                                                                | Mondiali 1998 - 1º turno                                               | -                                                                      | 65’                                                                    |
| Totale                                                                 |                                                                        | Presenze                                                               | 15                                                                     |                                                                        | Reti                                                                   | 3                                                                      |                                                                        |

| Cronologia completa delle presenze e delle reti in nazionale ― Camerun under 20 | Cronologia completa delle presenze e delle reti in nazionale ― Camerun under 20 | Cronologia completa delle presenze e delle reti in nazionale ― Camerun under 20 | Cronologia completa delle presenze e delle reti in nazionale ― Camerun under 20 | Cronologia completa delle presenze e delle reti in nazionale ― Camerun under 20 | Cronologia completa delle presenze e delle reti in nazionale ― Camerun under 20 | Cronologia completa delle presenze e delle reti in nazionale ― Camerun under 20 | Cronologia completa delle presenze e delle reti in nazionale ― Camerun under 20 |
| Data                                                                            | Città                                                                           | In casa                                                                         | Risultato                                                                       | Ospiti                                                                          | Competizione                                                                    | Reti                                                                            | Note                                                                            |
| ------------------------------------------------------------------------------- | ------------------------------------------------------------------------------- | ------------------------------------------------------------------------------- | ------------------------------------------------------------------------------- | ------------------------------------------------------------------------------- | ------------------------------------------------------------------------------- | ------------------------------------------------------------------------------- | ------------------------------------------------------------------------------- |
| 14-4-1995                                                                       | Doha                                                                            | Camerun under 20                                                                | 1 – 1                                                                           | Germania under 20                                                               | Mondiali Under-20 1995 - 1º turno                                               | 1                                                                               | 45’                                                                             |
| 16-4-1995                                                                       | Doha                                                                            | Australia under 20                                                              | 2 – 3                                                                           | Camerun under 20                                                                | Mondiali Under-20 1995 - 1º turno                                               | -                                                                               |                                                                                 |
| 20-4-1995                                                                       | Doha                                                                            | Costa Rica under 20                                                             | 1 – 3                                                                           | Camerun under 20                                                                | Mondiali Under-20 1995 - 1º turno                                               | -                                                                               |                                                                                 |
| 23-4-1995                                                                       | Doha                                                                            | Camerun under 20                                                                | 0 – 2                                                                           | Argentina under 20                                                              | Mondiali Under-20 1995 - Quarti di finale                                       | -                                                                               | 87’                                                                             |
| Totale                                                                          |                                                                                 | Presenze                                                                        | 4                                                                               |                                                                                 | Reti                                                                            | 1                                                                               |                                                                                 |